# PDO Handball Salerno 1985
La PDO Handball Salerno 1985, meglio nota come PDO Salerno o Jomi Salerno per motivi di sponsorizzazione, è una società di pallamano femminile con sede nella città di Salerno. Milita in Serie A1, la massima serie del campionato italiano, e disputa le partite casalinghe presso il PalaPalumbo, situato nel quartiere di Torrione Alto.
Nella sua storia ha vinto lo scudetto per 10 volte, la Coppa Italia per 6 volte, la Supercoppa italiana per 7 volte, l'Handball Trophy per una volta e uno scudetto di beach handball per una volta.

## Storia
La PDO Handball Team Salerno nasce nell'estate 2005. Nel 2008, complice la scomparsa della storica Handball Salerno, la squadra diventa il punto di riferimento della pallamano salernitana. Vince agevolmente il campionato 2007-2008 ed i play-off promozione, conquistando la promozione in Serie A1. Nell'anno successivo conquista il terzo posto in massima serie, arrivando fino alle semifinali scudetto, vincendo la Coppa Italia nella stessa stagione. Nella stagione seguente (2009-2010) riesce nell'impresa di conquistare il primo scudetto della sua storia, cinque anni dopo l'ultimo successo della Handball Salerno.
Nel 2011 ripete l'impresa di vincere lo scudetto, mentre nel 2013 arriva il "triplete" scudetto, Coppa Italia e Supercoppa italiana. Nel 2014 la squadra centra il "double" scudetto e Coppa Italia. Nel 2017, dopo un'astinenza durata due stagioni, torna a ricucirsi lo scudetto sul petto, centrando il successo tricolore per la quinta volta nella sua storia. L'anno successivo (2018) bissa il successo in campionato, aggiungendo a questo anche la conquista della Supercoppa italiana. Nel 2019, anno del 50º anniversario del campionato di pallamano femminile italiano, centra il suo secondo e storico "triplete", aggiudicandosi ciascuno dei tre trofei nazionali disponibili: scudetto, Coppa Italia e Supercoppa italiana.

## Palmarès
- Campionato italiano: 10

2009-2010, 2010-2011, 2012-2013, 2013-2014, 2016-2017, 2017-2018, 2018-2019, 2020-2021, 2022-2023, 2024-2025
- Coppa Italia: 6

2008-2009, 2011-2012, 2012-2013, 2013-2014, 2018-2019, 2019-2020
- Supercoppa italiana: 7

2012, 2013, 2018, 2019, 2020, 2021, 2022
- Handball Trophy: 1

2008-2009

## Organico

### Rosa 2025-2026
| N° | Naz.                 | Ruolo | Sportivo               | Anno |  |  |
| -- | -------------------- | ----- | ---------------------- | ---- |  |  |
| 1  | Italia (bandiera)    | P     | Giulia Nappa           | 2007 |  |  |
| 16 | Italia (bandiera)    | P     | Margherita Danti       | 2006 |  |  |
| 2  | Italia (bandiera)    | T     | Giorgia Adinolfi       | 2008 |  |  |
| 3  | Italia (bandiera)    | T     | Asia Mangone           | 2005 |  |  |
| 4  | Italia (bandiera)    | T     | Ilaria Dalla Costa     | 1995 |  |  |
| 5  | Italia (bandiera)    | A     | Margherita Lepori      | 2005 |  |  |
| 6  | Italia (bandiera)    | A     | Giulia Rossomando      | 2004 |  |  |
| 10 | Italia (bandiera)    | T     | Martina De Santis      | 2003 |  |  |
| 11 | Italia (bandiera)    | T     | Giulia Fabbo           | 2003 |  |  |
| 15 | Danimarca (bandiera) | T     | Cecilie Woller         | 1992 |  |  |
| 19 | Italia (bandiera)    | A     | Olga Lanfredi          | 2001 |  |  |
| 24 | Italia (bandiera)    | PV    | Cyrille Lauretti Matos | 1997 |  |  |
| 64 | Italia (bandiera)    | PV    | Aurora Gislimberti     | 2004 |  |  |
|    | Cile (bandiera)      | P     | Antonella Piantini     | 1992 |  |  |
|    | Italia (bandiera)    | A     | Emma Salvaro           | 2005 |  |  |
|    | Angola (bandiera)    | T     | Catarina Sucacuexe     | 2002 |  |  |
|    | Serbia (bandiera)    | PV    | Edita Nuković          | 1997 |  |  |

### Staff
- Allenatore:  Leandro Araújo
- Vice allenatore:  Giuseppa Napoletano
- Preparatore dei portieri:  Adele De Santis
- Team Manager:  Giovanni Nasta